# Hieronymus Brunschwig

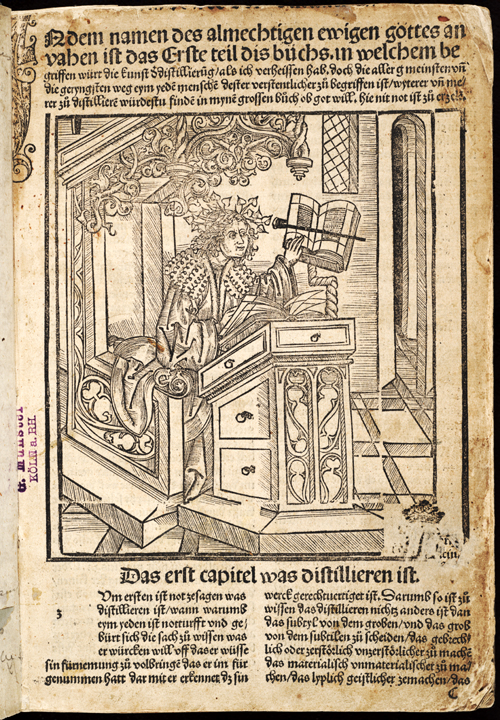
Kleines Distillierbuch de 1500

Hieronymus Brunschwig (Estrasburgo, c. 1450 — Estrasburgo, c. 1512) foi um cirurgião alsaciano. 
Depois de receber formação em cirurgia, Brunschwig viajou por toda Alsácia, Baviera, Francónia, entre outras, praticando cirurgia e adquirindo experiência na preparação de medicamentos, especificamente na técnica de destilação.

## Formação académica
Existem relatos de que Brunschwig estudou medicina em Bolonha, Pádua e Paris, mas estas informações não foram verificadas. O próprio Brunschwig nunca mencionou os seus estudos, o que na altura era pouco frequente para um cirurgião, além disso  diferenciava claramente a sua actividade da dos médicos.
A profissão de Brunschwig como cirurgião em Estrasburgo aparentemente permitiu que se tornasse um escritor, assim como, continuasse as suas viagens.
As suas obras englobavam anatomia, tratamento de feridas, e, em farmácia, a preparação de medicamentos.

## Obras
As obras de Brunschwig tinham como base a sua experiência pessoal, contudo também criticavam a tradição médica de Galeno, Avicena, Rhazes, entre outros. Eram escritas em alemão e direccionadas para os cirurgiões-barbeiros, barbeiros e cirurgiões.
Em 1497 publicou Cirurgia, que se tornou uma importante fonte histórico-cultural para a medicina e a farmácia devido às suas excelentes ilustrações, representando um passo substancial na cirurgia alemã da época. Por outro lado, a sua publicação intitulada Anathomia (1497), que mostra alguma familiaridade com dissecação, teve um efeito pouco significativo.
A sua obra Liber de arte distillandi, de simplicibus (1500) revela grande originalidade, mostrando as técnicas de destilação através de ilustrações e popularizando a utilização de essências de especiarias e drogas aromáticas, designadas vulgarmente águas destiladas, quintas-essências ou águas de canela. 

## Importância da destilação
Investigadores como Brunschwig permitiram, através dos seus livros, o desenvolvimento das técnicas de destilação. A aplicação da destilação por via húmida a especiarias e outras drogas aromáticas permitiu a obtenção de essências, onde o odor e o sabor da droga original se encontravam concentrados. Daí se desenvolveu a ideia de ser possível extrair das drogas um princípio activo ou essência, que concentrasse as suas qualidades e acção terapêutica, eliminando os componentes supérfluos e aumentando o efeito farmacológico.